# Lasioglossum carneiventre
Lasioglossum carneiventre är en biart som först beskrevs av Dours 1872.  Lasioglossum carneiventre ingår i släktet smalbin, och familjen vägbin. Inga underarter finns listade i Catalogue of Life.